# Westport (Connecticut)
Westport város az Amerikai Egyesült Államok Connecticut államában, Fairfield megyében. Lakosainak száma 27 141 fő (2020. április 1.).

## Népesség
A település népességének változása:

| 2010 | 26 391 |
| 2020 | 27 141 |